# Jin Monic
Jin Monic (Джин Моник) е българска инди рок група. Стилово определяна като алтърнатив, пост пънк, гаражен рок, психеделия.
Основана е през 2011 година от Николай Иванов (вокал), Ивайло Василев (китара), Боян Дечев (китара), Джокич Стефанов (бас) и Георги Иванов (барабани). За свои влияния музикантите посочват групи като Joy Division, Manic Street Preachers, Sonic Youth, Radiohead, Oasis, Sex Pistols, Arctic Monkeys, The National, Tame Impala, New Order, Nirvana, Gorillaz, Jack White, Black Keys, Queens of the Stone Age, както и MGMT, Franz Ferdinаnd, Parquet Courts, Awolnation и други. 
За първи път групата излиза на сцена през 2013 г. и оттогава изнася концерти основно в София, но и други български градове. През 2014 г. подписва договор с българския музикален инди лейбъл Homeovoxmusic. През 2015 г. участва във фестивала „Spirit of Burgas“, като подгрява британската група Kasabian., а на следващата година участват на фестивала „Wrong Fest“ с хедлайнери Yuck. Първият сингъл на групата е от 2015 г., „Sober Face“, последван от синглите „Esus“ и „You Stay Blue“. През 2016 г. излиза първият им едноименен албум, съпроводен с клипове за три от песните в албума – „Doors of Youth“, „Hateful“ и „Pyramid“. През 2018 г. излиза ново EP „Candy Coated“ с клип към едноименната песен.  По видеоклиповете си са работили с режисьора Симеон Стоилов и оператора Добрин Кашавелов, работили и по проекти на група „Остава“. Към август 2019 г., Jin Monic присъстват на два пъти в класацията „БНР Топ 20“ със синглите „Candy Coated“ и „Saline“. 
С годините групата сформира традиция новите им албуми да са съпътствани от пускането на лимитирана бройка тематична бира.